# Agos-Vidalos
Agos-Vidalos é uma comuna francesa na região administrativa de Occitânia, no departamento dos Altos Pirenéus. Estende-se por uma área de 6,11 km², Em 2010 a comuna tinha 417 habitantes (densidade: 68,2 hab./km²)..